# Яровой, Михаил Мартынович
Михаил Мартынович Яровой (1909−1978) — советский работник морского и речного транспорта, Герой Социалистического Труда.

## Биография
Родился 6 (19) сентября 1909 года в Чигирине Российской империи, ныне Черкасской области Украины, в крестьянской семье.
Образование 4 класса начальной школы. Был пастухом.
1924−1928 гг. — сапожник в артели «Промкоопобувь».
1931−1935 гг. — плотник по найму в Кременчуге и Киеве.
C 1935 года — в гражданском морском флоте, был матросом на пароходах:
- «Георгий Димитров», ходил в охваченную гражданской войной Испанию, поставляя военно-техническую и материальную помощь сторонникам Второй Испанской Республики;
- «Волго-Дон»;
- «Местком».

В годы Великой Отечественной войны на теплоходе «Анатолий Серов» (названном в честь лётчика, Героя Советского Союза — Анатолия Серова) старшим матросом-плотником принимал участие в перевозке боеприпасов и других военных грузов защитникам Одессы, Севастополя, Северного Кавказа, а также в эвакуации в тыл оборудования предприятий, мирных жителей, раненых бойцов., принимал активное участие в Керченско-Феодосийском десанте, совершая регулярные рейсы в Камыш-Бурун, Новороссийск.
В том числе, в мае−июле 1942 года принимал участие в последнем рейсе теплохода «Анатолий Серов» в осаждённый Севастополь, где во время выгрузки в результате налёта немецкой авиации судно получило тяжёлые повреждения. Одна из бомб попала во 2-й трюм. Трюм был затоплен. Стоя у причала, теплоход получил крен и значительную осадку, но экипаж продолжил выгрузку. В течение 13 суток шла борьба за спасение судна — нужно было заделать пробоину, откачать воду, устранить крен и добиться необходимой осадки. В этом экипажу помогали и военные моряки Севастополя, в том числе, аварийная партия с лидера «Ташкент». Одновременно с борьбой за живучесть, экипаж «Анатолия Серова» вёл борьбу с самолетами противника, которые всё это время продолжали налёты на судно. В один из дней пришлось выдержать штурм 77 самолетов. При отражении этих нападений воздушного противника зенитчикам «Анатолия Серова» удалось сбить два «юнкерса», открыв тем самым счёт сбитым экипажем немецким самолетам. В ходе этих ожесточённых боёв погибли 3 члена экипажа, 6 были ранены, в том числе матрос Яровой.
С затопленным трюмом судно было вынуждено совершить обратный переход из Севастополя в Новороссийск.
В Новороссийске стоявшие в порту суда ежедневно подвергались налётам вражеской авиации. Во время очередного ожесточённого налета 12 августа «Анатолий Серов» вышел в открытое море, но «мессершмитты» настигли его и здесь. В течение двух часов на судно было сброшено свыше 100 бомб. Благодаря умелому маневрированию, прямых попаданий сперва не было. Наконец, бомба попала в кормовой 4-й трюм, судно стало быстро тонуть. Чтобы избежать полного затопления, теплоход был посажен капитаном на мель. Вражеская авиация не оставила теплоход в покое, экипаж был вынужден перебраться на берег и замаскироваться в прибрежных сопках, где был принят следующий план действий: проводить по ночам ремонт, а днём прятаться на берегу.
Экипаж судна, в том числе и Михаил Яровой, был вынужден снова вести многодневную борьбу за живучесть судна. В течение восьми суток, ночью небольшие ремонтные бригады перебирались на судно и до утра боролись за его жизнь. Большую помощь им оказали портовики Новороссийска. В одну из ночей подошёл портовый буксир «Дельфин», небольшой плавучий кран, 20 августа 1942 года теплоход удалось снять с мели, и он своим ходом ушел в Поти (в Сухуми).
31 декабря 1942 года Михаил Яровой награждён медалью «За отвагу».
С 1942 года — на должности боцмана, в которой пробыл до 1970 года, в том числе, на пароходах:  
- 1947−1953 «Дон»,
- 1953−1963 «Черногорск» («Черкассы») и «Трускавец»,
- с июня 1963 на углерудовозе «Пролетарск» Азовского управления углерудовозного флота Черноморского морского пароходства:, порт приписки Жданов.

За выдающиеся производственные успехи и досрочное выполнение заданий семилетнего плана по развитию морского транспорта Указом Президиума Верховного Совета СССР 29 июля 1966 года Яровому Михаилу Мартыновичу присвоено звание Герой Социалистического Труда с вручением ордена Ленина и золотой медали «Серп и молот».
Избирался депутатом районного совета народных депутатов города Жданова.
Умер 28 мая (по разным источникам 29 июня) 1978 года в Жданове, похоронен на Кировском кладбище.